# تقاطع (خیال)

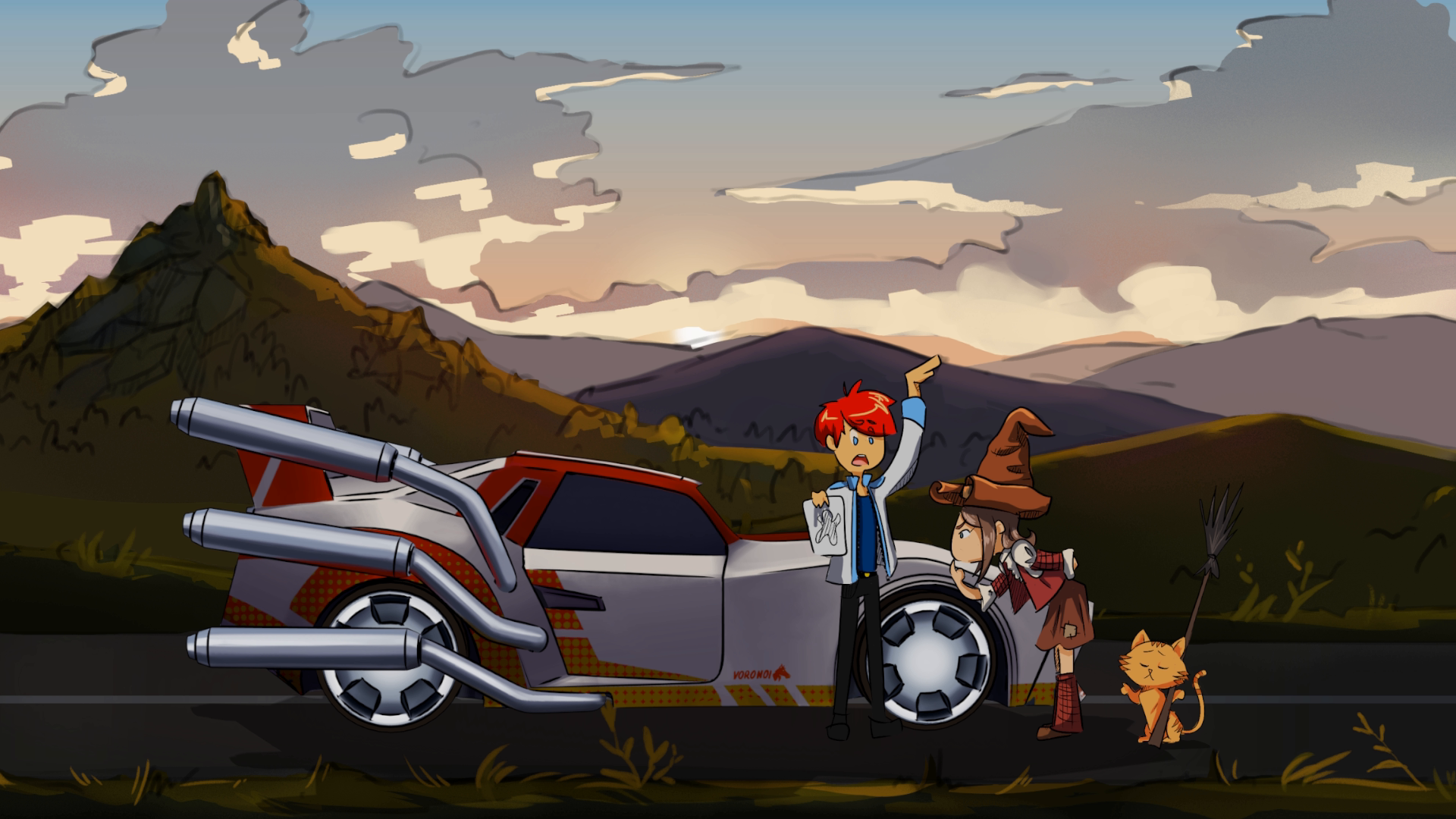
ایوان تسارویچ و حضور افتخاری «فلفل و هویج» در قسمت چهارم از پروژه مورونا

تقاطع یا کراس‌اور (به انگلیسی: Crossover)، قرارگیری دو یا چند شخصیت، صحنه یا دنیای خیالی در بستری از یک روایت واحد است که در غیر اینصورت از هم گسسته‌اند. چنین تقاطعی ممکن است برآمده از توافق قانونی بین دارندگان حق تکثیر، تلاش‌های غیرمجاز طرفداران یا مالکین عمومی شرکت‌ها باشد.

## تقاطع‌های رسمی و غیررسمی

### رسمی
تقاطع‌ها اغلب در ظرفیت رسمیشان بدین منظور رخ می‌دهند تا دارندگان مالکیت فکری، مزایای مالی حاصل از ترکیب دو یا چند خصیصه استقرار یافته را بدست آورند. در سایر موارد، تقاطع ممکن است به منظور معرفی مفاهیم جدید مشتقه از یک مفهوم قدیمی‌تر مورد استفاده قرار گیرد.
اغلب تقاطع‌ها بین خواص تحت تملک یک دارنده رخ دهد و در موارد نادرتری می‌تواند بین خواص مالکان متفاوتی نیز رخ دهد، با این فرض که بتوان بر موانع قانونی فایق آمد. همچنین ممکن است در این فرایند از شخصیت‌هایی که وارد مالکیت عمومی شده‌اند در کنار شخصیت‌های تحت حق تکثیر نیز استفاده گردد.
داستان تقاطع ممکن است سعی کند تا دلایل خود در مورد تقاطع را توضیح دهد، مثل همسایه بودنشان (مثال‌های قابل توجه، بازیگران دختران زرین و لانه خالی هستند) یا ملاقات از طریق خراش در ابعاد یا پدیده‌های مشابه (یکی از توجیهات رایج برای خواص علمی-تخیلی که دارای مالکین متفاوتی هستند). برخی از تقاطع‌ها در کل توضیح داده نمی‌شوند. سایر انواع آن نامعقول یا صرفاً در چیدمان تخیلی غیرممکن بوده و ازین رو باید در دنباله داستان نادیده انگاشته شوند. با این وجود سایرین به‌طور عامدانه روابط بین دو یا چند جهان تخیلی را به صورت گیج کننده‌ای درمی‌آورند، همچون اتفاقی که در سیمپسون‌ها و فیوچراما رخ داده و در آن هر نمایش در دیگری حالت تخیلی پیدا می‌کند.

### غیررسمی
تقاطع‌های غیررسمی در مقایسه با تقاطع‌های رسمی، صرفاً به دلیل لذت هنری مشتق شده از خالقینش ایجاد شده‌اند. تقاطع‌های غیررسمی اغلب به شکل نوشتجات تخیلی طرفداران و هنر طرفداران ظهور می‌کند، اما این استعاره به‌طور فزاینده‌ای در فیلم‌ها و آثار صوتی آماتوری شایع است. در حالی که تقاطع‌های رسمی دچار موانعی چون دغدغه‌های حق تکثیری، هزینه‌های حق تألیف، کیفیت نوشتار و مالکیت شخصیت‌ها می‌شوند، تقاطع‌های غیررسمی تا زمانی که مالکان آثار حقوق خود را در چارچوب حقوقی برای توزیع چنین موادی اعمال نکنند، در غل و زنجیر چنین دغدغه‌هایی نیستند. یکی از مثال‌های خوب، فیلم اکشن زنده غیر-مجوزدار «بتمن: بن‌بست» است که خصوصیات بتمن، بیگانه و غارتگر را در یک چیدمان گرد هم آورد.
همچنین تقاطع‌های غیررسمی ممکن است در سناریوهای «چه می‌شد اگر… ؟» نیز رخ دهند. راجر حضورهای افتخاری متعددی را در «فمیلی گای» دارد، در حالی که برایان حضور افتخاری در «پدر آمریکایی!» دارد. راجر، رالو تابز و کلاوس هیسلر در آخرین کپی تقلید طنزآمیز «جنگ ستارگان فمیلی گای» با عنوان «این یک تله است!» به ترتیب به عنوان ماف جرجرود، نین نانب و دریاسالار اکبر دیده شده‌اند. همچنین استوی به عنوان توهم تعاملی بوث در «استخوان‌ها»، هنگامی که عامل مشکلاتی بر سر اهدای احتمالی اسپرم دارد ظاهر شده و دیوید بورئاناز (که نقش بوث را بازی می‌کند) لطفی که در «مسیر به سوی قطب شمال» انجام شد را جبران می‌کند. ظهور المو از سسمی استریت در توهم کانی ری در کمدی موقعیت «تورکلسون‌ها» انجام شد. همجوشی تخیلات طرفداران اغلب بین فیلم‌ها و سریال‌های علمی-تخیلی متفاوتی ایجاد می‌شود، همچون «جنگ ستارگان» و «استار ترک» یا «بابیلون ۵» و «استارگیت». M.U.G.E.N یک موتور بازی جنگی است که بسیاری از شخصیت‌های خلق شده توسط طرفداران و شخصیت‌های تخیلی و صحنه‌های مربوط به سریال‌های تلویزیونی، فیلم‌های سینمایی و سایر بازی‌های ویدیویی مختلف را به تصویر کشانده‌است.